# René Debrie
Pour les articles homonymes, voir Debrie.
René Debrie, né à Warloy-Baillon (Somme), le 4 juillet 1920 et mort à Amiens (Somme), le 1er août 1989 est un linguiste français, docteur ès lettres, professeur émérite de l'Université de Picardie, spécialiste de la langue picarde de l'Amiénois, lexicographe, auteur d'ouvrages d'anthroponymie, de toponymie et d'ethnologie de l'Amiénois. 

## Biographie

### Jeunesse et formation
René Debrie suit des études secondaires au lycée Lakanal de Sceaux, puis des études supérieures à la Sorbonne. Tout en préparant une licence de lettres qu'il obtient en 1944, il est aide-bibliothécaire à la bibliothèque municipale de Sceaux. Il obtient un Diplôme d’études supérieures (DES) en 1948. Il soutient une thèse en Sorbonne, sous la direction de Charles Bruneau en 1960 : Étude linguistique du patois de l’Amiénois
Sa fille Christine Debrie (1950-1999), historienne d'art, conservatrice de musées, a publié de nombreuses monographies de peintres et des ouvrages d'art.

### Carrière professionnelle

#### Professeur de collège et lycée
Professeur de collège à Orléans, Versailles puis Bruay-en-Artois (1945-1946), il est titularisé au collège moderne d'Albert en octobre 1947. En 1958, il est nommé au lycée mixte d'Amiens.

#### Carrière universitaire
En octobre 1972, il débute à l'IUT d'Amiens en technique de commercialisation. Il est maître de conférences en 1975 et crée le Centre d’étude de la langue des affaires (CELA). Professeur en 1979, il anime une Unité de valeur centrée sur la littérature dialectale, intitulée « Langue et culture picardes ». Il est nommé professeur émérite de l'Université de Picardie au 1er octobre 1988.

### Linguiste
René Debrie a commencé sa carrière de chercheur vers 1950. Dans les années 1960-1980, il est l'un des maîtres de la dialectologie picarde qu'il a considérablement enrichie de ses travaux. Il a consacré une bonne partie de sa vie à des recherches qui sont du plus grand intérêt pour la connaissance de la langue picarde,, a publié de nombreux lexiques et ouvrages de dialectologie. Il a encouragé de nombreux "disciples" à publier des lexiques, dictionnaires de langues régionales et des essais, y compris en dehors de la Picardie. Parmi eux, François Beauvy et Pierre Ivart en Picardie, Eloi Guitteny, auteur du lexique Le vieux langage du pays de Retz en Bretagne. Les études de René Debrie ont largement dépassé le cadre régional et national. Sa femme, Jeannine Debrie, a collaboré à ses enquêtes de terrain et à certains de ses ouvrages d'ethnologie.
Il est le fondateur du Centre d'études picardes de l'Université de Picardie. En 1966, avec Pierre Garnier et René Vaillant, il crée l'association culturelle picarde Éklitra. Cette association comptait environ 400 adhérents à la fin des années 1970. Entre autres, elle décernait des prix de littérature picarde, les prix Édouard-David.

## Décoration
Chevalier des Palmes académiques en 1963 ; officier des Palmes académiques en 1969..

## Anecdote
Sa ressemblance avec le Gran Capitán Gonzalve de Cordoue lui valut de la part de ses élèves le surnom affectueux de « Gonzalo ».

## Œuvre
- Le Verbe dans les parlers picards de l'Amiénois, Amiens, Éklitra, 2001
- Toponymie d'Albert, Amiens, Éklitra, 1996
- Toponymie de Corbie, Corbie, Les Amis du vieux Corbie, réimpression 1997
- Comm'-y-serre Gueuvernon, Amiens, Éklitra, 1989
- Lexique français-picard élaboré à partir des parlers de l'Amiénois, Bibliothèque municipale d'Amiens, 1989
- Le Secret des mots picards, recherches étymologiques, Amiens, Université de Picardie, 1989
- La Fable dans la littérature picarde, illustrations de Vincent Gaudefroy, Centre d'études picardes, Université de Picardie, 1988
- Répertoire de surnoms picards dans la Somme au XIXe siècle, Amiens, Université de Picardie, 1988
- Contribution à un corpus des noms de marques, Amiens, Centre d'études de la langue des affaires, 1987
- Hydronymie de la Somme, Amiens, Université de Picardie, 1987
- Bibliographie d'ethnologie picarde, Amiens, Université de Picardie, 1985
- Glossaire du moyen picard, Amiens, Université de Picardie, 1984
- Bibliographie de dialectologie picarde, Amiens, Université de Picardie, 1982
- Jacques Croédur : héros légendaire abbevillois, Amiens, C.R.D.P., 1980
- Un auteur picard mal connu, Joseph Crinon : 1877-1956, Amiens, Archives départementales de la Somme, 1979
- Pratiques agricoles ancestrales dans le pays de Somme : étude dialecto-folklorique, Amiens, C.R.D.P., 1978
- Édouard Paris, un érudit picard émérite (avec Michel Crampon), Amiens, C.R.D.P., 1977
- Un poème gothique : la Romance du sire de Créqui, une énigme littéraire picarde (avec Pierre Garnier), Amiens, C.R.D.P., 1976
- Répertoire des noms de famille de la Somme en 1849, avec René Boyenval et René Vaillant, Amiens, Éklitra, 1972
- Hector Crinon : étude littéraire et lexique de sa langue (avec Pierre Garnier), Amiens, Éklitra, 1970
- Recherches sur les noms de plantes et les noms d'insectes dans les parlers de la région d'Amiens, Amiens, C.R.D.P., 1969
- Corpus des lieux-dits cadastraux de la Somme, Amiens, C.R.D.P., 1964
- Dictionnaire des noms de famille d'Albert, 1178-1952, Arras, Archives du Pas-de-Calais, 1960
- Lexique picard des parlers nord-amiénois, Arras, Sté de dialectologie picarde, 1961, 198 p. et supplément de 96 p, 1965.
- Lexique picard des parlers ouest-amiénois, Amiens, Centre d'études picardes, 1975, 424 p.
- Lexique picard des parlers sud-amiénois, Amiens, Éklitra, 1979, 252 p.
- Lexique picard des parlers est-amiénois, Amiens, Centre d'études picardes, 1983, 153 p.

Avec Jeannine Debrie :
- Mœurs épulaires picardes, Amiens, CRDP, 1977

## Collaboration à des ouvrages
René Debrie a collaboré à différents ouvrages, notamment:
- La Picardie, Paris, Ed. d'Organisation, 1981.
- La Forêt Invisible. Au nord de la littérature française, le picard, anthologie de la littérature d’expression picarde, Jacques Darras (dir), Jacqueline Picoche, René Debrie, Pierre Ivart, éd. des Trois-Cailloux, Amiens, 1985,  (ISBN 2-903082-20-0)
- Bibliographie des Dictionnaires patois de Wartburg, Keller et Geuljans (Participation pour le domaine picard, 1969).